# إرنست ريتشارد
إرنست ريتشارد هو سياسي كندي، ولد في 1 مايو 1922 في كندا، وتوفي بنفس المكان في 25 سبتمبر 2006. انتخب عضو الجمعية التشريعية لنيو برونزويك ‏ وانتخب Speaker of the Legislative Assembly of New Brunswick ‏ (1960 – 1963).